# کلود دوفا
کلود دوفا (فرانسوی: Claude Dauphin‎؛ ۱۹ اوت ۱۹۰۳ – ۱۶ نوامبر ۱۹۷۸) هنرپیشه اهل فرانسه بود. از فیلم‌هایی که وی در آن نقش داشته است، می‌توان به باربارلا، مستأجر، ملاقات، نفی بلد، سه تفنگدار، شگفت‌انگیزترین شب زندگیم، جایزه بزرگ، ون گوگ، شفق و مادام رزا اشاره کرد.